# 天主教本哈明阿塞巴爾教區
天主教本哈明阿塞巴爾教區（拉丁語：Dioecesis Beniaminacevalensis）是巴拉圭一個羅馬天主教教區，屬亞松森總教區。
教區成立於1980年6月28日，位於阿耶斯總統省南部。2006年有教友78,050人（佔轄區總人口93.8%）、八個堂區、十二名司鐸。現任教區主教為坎迪多·卡德納斯·比利亞瓦。